# Miejskie szkodniki
Miejskie szkodniki (ang. Urban Vermin, 2007-2008) – kanadyjska kreskówka emitowana na Jetix.
Premiera miała miejsce 12 stycznia 2008 roku, 2 pierwsze odcinki były wcześniej dostępne na stronie Jetix VOD.

## Fabuła
Miejskie szkodniki to komediowa opowieść o dwóch braciach szopach, dawniej przyjaciołach, która rozgrywa się w tempie rodem z filmów akcji. Abe wraz z zespołem walczy ze swoim złym bratem Kenem o wolność dzielnicy. W każdym odcinku Abe i Ken w pokręconych i przezabawnych walkach znanych każdemu rodzeństwu, starają się udowodnić swoją wyższość. Abe może zawsze liczyć na pomoc swojej drużyny: latającej wiewiórki – naukowca, silnego i ślepego kreta oraz skunksa, który myśli, że jest człowiekiem.

## Postacie

### Główne
Grupa Bojowników Ruchu Oporu/Front Wyzwolenia Śmieci (FWŚ):
- Abe – szop. Ma młodszego brata Kena. Jest przywódcą ruchu oporu.
- Coco – latająca wiewiórka. Niegdyś pracowała z Kenem i tworzyła dla niego wynalazki.
- Nigel – kret. Ma bardzo słaby wzrok. Dobrze zbudowany ale nie lubi używać siły. Zakochany w Coco. Lubi opowiadać dowcipy, z których i tak nikt się nie śmieje.
- Świrus (Rufus) – skunks. Bardzo bojaźliwy i niezdarny. Nosi wiejskie ubranie i lubi jeść. Uważa że jest człowiekiem bo za młodu mieszkał wśród ludzi. Posiada plastikową świnkę o imieniu Gustaw. Z odcinka kiedy pojawia się oszustka podająca się za mamę Abe'a i Kena można zauważyć jego zdolności karate. Nie puszcza bąków, bo ma usunięte gruczoły zapachowe.

Szczurza Armia Kena:
- Ken – szop. Jest wyjątkowo porywczy. Ma starszego brata Abe. Pragnie za wszelką cenę go pokonać. Nosi szarą wojskową czapkę. Ma flaminga Penelopę.
- Zitzy – opos. Ubrany w strój laboratoryjny stwarza wynalazki dla Kena. Mdleje, kiedy się denerwuje.
- Karczek – szczur. Kiedyś stracił kark w pułapce na myszy, lecz uratował go Ken. Od tego czasu Karczek odwdzięcza mu się, dowodząc jego armią szczurów.

### Inne
- Szczury – służą Kenowi. Są to między innymi:
  - Kim Jong-Shril – szczur. Uwielbia czystość. Nienawidzi śmieci i zarazków. Próbował odebrać imperium Kena. Pojawia się w odcinku „Szczurza paczka”.
  - Rocko – szczur, który grzebie w zapasach korniszonów Karczka. Pojawia się w odcinku „Dzień wolny od pracy”.
  - Melvin – szczur, który grzebie w zapasach korniszonów Karczka. Pojawia się w odcinku „Dzień wolny od pracy”.
  - Czerwonobluzy – szczur, który tylko i wyłącznie nosi czerwoną bluzę. Pojawia się w odcinku „Wiele hałasu o ciasto”.
- Hans Flix – świstak. Lubi opowiadać denne dowcipy. Zawsze w jego sprawy wtrąca się jego matka.
- Biffy – kret. Jest bratankiem Nigela. Na głowie ma czerwono-białego irokeza.
- TeDe – skunks. Prowadzi klub śmierdzieli.
- Winston – skunks. Jest bratem bliźniakiem Świrusa, mieszka w Smrodkowie. W porównaniu do Świrusa jest bardzo mądry.
- Huanita – szop. Kandydowała na burmistrza miasta i została nim.
- Mamuśka – szop. Oszustka, która podała się za matkę Abe’a i Kena, a tak naprawdę chciała ich okraść.
- Chuck – wiewiórka. Znalazł odblaski i zerwał wszystkie plakaty zachęcające do FWŚ po to, aby nie mieć konkurencji. Wmawiał pozostałym członkom grupy, że był na wojnie, co było nieprawdą.
- JP – nieznany agent Abe’a, który szpieguje Kena.
- Nero – cybernetyczny pies z kosmosu. Pojawia się w niektórych odcinkach.
- Penelopa – różowy plastikowy flaming Kena. Uważa ją za swoją narzeczoną.
- Gustaw – gumowa świnka-zabawka należąca do Świrusa. Nie jest żywa, ale Świrus traktuje ją jak przyjaciela i członka zespołu. Niestety ma w sobie podsłuch Kena.
- Flixie – gumowy świstak-zabawka należący do Hansa Flixa. Hans używa jej do opowiadania dennych dowcipów.

## Wersja polska
Opracowanie i udźwiękowienie wersji polskiej: na zlecenie Jetix − Eurocom Studio

Reżyseria: Krystyna Kozanecka

Dialogi:
- Aleksandra Rojewska (odc. 1-2, 5-7),
- Maciej Wysocki (odc. 3-4, 8-21),
- Hanna Górecka (odc. 22-23, 25),
- Anna Celińska (odc. 24, 26)

Dźwięk i montaż:
- Krzysztof Podolski (odc. 1-6, 10-26),
- Jacek Gładkowski (odc. 7-9)

Kierownictwo produkcji: Marzena Omen-Wiśniewska

Udział wzięli:
- Jarosław Domin – Ken
- Grzegorz Wons – Abe
- Agnieszka Fajlhauer – Coco
- Krzysztof Krupiński – Zitzy
- Władysław Grzywna –
  - Świrus,
  - Winston
- Jarosław Boberek – Nigel
- Włodzimierz Bednarski – Karczek
- Paweł Szczesny –
  - Hans Flix,
  - Jeden ze szczurów
- Łukasz Lewandowski – Kim Jong-Shril (odc. 3)
- Anna Wiśniewska – Huanita (odc. 4, 14)
- Stefan Knothe – TeDe (odc. 5)
- Cezary Kwieciński –
  - Biffy (odc. 6, 24),
  - Nero (odc. 26)
- Krystyna Kozanecka –
  - Huanita (odc. 11),
  - Mama Hansa (odc. 25)
- Mirosława Nyckowska – Mamuśka (odc. 15)
- Tomasz Korczyk – Chuck (odc. 21)

i inni
Lektor: Jerzy Dominik

## Odcinki
- Premiery w Polsce:
  - I seria (odcinki 1-13) – 12 stycznia 2008 roku,
  - I seria (odcinki 14-26) – 5 maja 2008 roku.
- Ostatnia emisja na Jetix odbyła się 30 listopada 2008 roku.
- Serial był emitowany w Polsce na kanale Jetix oraz od 18 sierpnia 2008 roku na kanale Polsat.

### Spis odcinków
| Premiera odcinka | N/o | Polski tytuł                  | Angielski tytuł                     |
| ---------------- | --- | ----------------------------- | ----------------------------------- |
|                  |     |                               |                                     |
| SERIA PIERWSZA   |     |                               |                                     |
|                  |     |                               |                                     |
| 12.01.2008       | 01  | Wyścig zbrojeń                | Arms Race                           |
|                  |     |                               |                                     |
| 12.01.2008       | 02  | Pies wojny                    | Dog of War                          |
|                  |     |                               |                                     |
| 13.01.2008       | 03  | Szczurza paczka               | The Rat Pack                        |
|                  |     |                               |                                     |
| 19.01.2008       | 04  | Serca i umysły                | Hearts and Minds                    |
|                  |     |                               |                                     |
| 20.01.2008       | 05  | Klub Śmierdzieli              | Stink Club                          |
|                  |     |                               |                                     |
| 26.01.2008       | 06  | Parszywe pączki               | Dirty Dozen Donuts                  |
|                  |     |                               |                                     |
| 27.01.2008       | 07  | Ograniczone pole widzenia     | Tunnel Vision                       |
|                  |     |                               |                                     |
| 02.02.2008       | 08  | Kret, który lubił zimę        | The Mole That Came In From the Cold |
|                  |     |                               |                                     |
| 03.02.2008       | 09  | O jeden żołądź za daleko      | An Acorn Too Far                    |
|                  |     |                               |                                     |
| 04.02.2008       | 10  | Operacja Antidotum            | Operation Antidote                  |
|                  |     |                               |                                     |
| 05.02.2008       | 11  | Radio Wolne Śmieci            | Radio Free Rubbish                  |
|                  |     |                               |                                     |
| 06.02.2008       | 12  | Kontuzjowany                  | Shell Shocked                       |
|                  |     |                               |                                     |
| 07.02.2008       | 13  | Czarna skrzynka z nieba       | Black Box Down                      |
|                  |     |                               |                                     |
| 05.05.2008       | 14  | Wygraliśmy                    | We Won                              |
|                  |     |                               |                                     |
| 06.05.2008       | 15  | Oszustwa wrednych ssaków      | Dirty Rotten Mammals                |
|                  |     |                               |                                     |
| 07.05.2008       | 16  | Sen trojański                 | Dream Weasal                        |
|                  |     |                               |                                     |
| 08.05.2008       | 17  | Biegnij, Coco, biegnij!       | Run, Coco, Run!                     |
|                  |     |                               |                                     |
| 09.05.2008       | 18  | Poszukiwacze zaginionego rogu | Raiders of the Lost Kazoo           |
|                  |     |                               |                                     |
| 12.05.2008       | 19  | Podwójny smrodek              | Double or Nothing                   |
|                  |     |                               |                                     |
| 13.05.2008       | 20  | Dzień wolny od pracy          | Ferret Bueller’s Day Off            |
|                  |     |                               |                                     |
| 14.05.2008       | 21  | Szeregowy Wiewiór             | An Officer and a Chipmunk           |
|                  |     |                               |                                     |
| 15.05.2008       | 22  | Wojna róż                     | War of the Roses                    |
|                  |     |                               |                                     |
| 16.05.2008       | 23  | Trzęsienie ziemi              | Earthquake!                         |
|                  |     |                               |                                     |
| 19.05.2008       | 24  | Walka o śmieci                | Behind the Garbage                  |
|                  |     |                               |                                     |
| 20.05.2008       | 25  | Wiele hałasu o ciasto         | Rashomom                            |
|                  |     |                               |                                     |
| 21.05.2008       | 26  | Nero chce do domu             | Nero Go Home                        |
|                  |     |                               |                                     |